# Censo egipcio de 2017
El Censo de Población de Egipto de 2017 (o más conocido también como Censo de 2017) fue un censo de población que se realizó en Egipto entre el 28 de marzo y 23 de abril de 2017, día que fue declarado feriado a nivel nacional. Este censo fue realizado por la Agencia Central de Movilización Pública y Estadísticas (CAPMAS). Históricamente, este fue el décimo  cuarto censo de población en toda la Historia de Egipto.
El censo del año 2017, logró demostrar que en Egipto vivían alrededor de 94 798 827 personas. Con respecto al anterior censo de 2006, la población egipcia había crecido en un 30,2 %.

## Resultados
| Resultados del censo egipcio de 2017 | Resultados del censo egipcio de 2017 | Resultados del censo egipcio de 2017 |
| Puesto                               | Gobernación                          | Habitantes                           |
| ------------------------------------ | ------------------------------------ | ------------------------------------ |
| 1°                                   | El Cairo                             | 9 539 673                            |
| 2°                                   | Guiza                                | 8 632 021                            |
| 3°                                   | Oriental                             | 7 163 824                            |
| 4°                                   | Dacalia                              | 6 492 381                            |
| 5°                                   | Behera                               | 6 171 613                            |
| 6°                                   | Caliubia                             | 5 627 420                            |
| 7°                                   | Menia                                | 5 497 095                            |
| 8°                                   | Alejandría                           | 5 163 750                            |
| 9°                                   | Occidental                           | 4 999 633                            |
| 10°                                  | Suhag                                | 4 967 409                            |
| 11°                                  | Asiut                                | 4 383 289                            |
| 12°                                  | Menufia                              | 4 301 601                            |
| 13°                                  | Fayún                                | 3 596 954                            |
| 14°                                  | Kafr el Sheij                        | 3 362 185                            |
| 15°                                  | Quena                                | 3 164 281                            |
| 16°                                  | Beni Suef                            | 3 154 100                            |
| 17°                                  | Damieta                              | 1 496 765                            |
| 18°                                  | Asuán                                | 1 473 975                            |
| 19°                                  | Ismailia                             | 1 303 993                            |
| 20°                                  | Luxor                                | 1 250 209                            |
| 21°                                  | Puerto Saíd                          | 749 371                              |
| 22°                                  | Suez                                 | 728 180                              |
| 23°                                  | Sinaí del Norte                      | 450 328                              |
| 24°                                  | Matrú                                | 425 624                              |
| 25°                                  | Mar Rojo                             | 359 888                              |
| 26°                                  | Nuevo Valle                          | 241 247                              |
| 27°                                  | Sinaí del Sur                        | 102 108                              |
| TOTAL                                | Egipto                               | 94 798 827                           |
| Fuente: Global Data Lab GDL (2020)   |                                      |                                      |